# Бєчєвінка (Камчатський край)
Бєчєвінка (рос. Бечевинка; також Фінвал та Петропавловськ-Камчатський-54, нині Єлізовський район Камчатський край) — занедбане військове містечко № 52 на Камчатці в бухті Бєчєвінська Тихого океану.

## Географія
Бєчєвінка розташована у південно-східній частині півострова Камчатка, на берегах Бєчєвінської бухти, яка врізається косою в Шипунський півострів неподалік від Петропавловська.

## Назва
Селище отримало назву від бухти Бєчєвінська, котра у свою чергу названа ім'ям іркутського купця Івана Бєчєвіна. З міркувань таємності в документах не дозволялося використовувати географічну назву бухти і для цього було введено нове найменування — Фінвал. Найчастіше, в офіційному листуванні, селище іменувалося за двома останніми цифрами номера поштового відділення (683054) — Петропавловськ-Камчатський-54.

## Історія
На початку 1960-х років бухта Бєчєвінська використовувалася як запасний район маневрового базування, іноді в бухту заходили човни для стоянки на якорі.
Бєчєвінка була заснована у 1960-х роках як військове селище, база підводників, у часи головнокомадувача ВМФ СРСР Сергія Горшкова. Він особисто відвідував бухту Бечевінську і навіть деякий час там мешкав. Вхід в Бєчєвінку ретельно охоронявся з одного боку артилеристами, а з іншого — зенітниками та ракетниками, які мешкали у селищі Шипунське.
Спочатку в бухті базувався дивізіон підводних човнів з п'яти одиниць проекту 641, сформований зі складу підводних човнів, які перейшли по Північному Морському шляху з Північного флоту.
У серпні 1971 року в Бечевінку була переведена 182-га бригада дизельних підводних човнів з бухти Крашеніннікова (бухта знаходиться на східному березі півострова Камчатка), що складалася з 12 субмарин, після чого бригада отримала назву «окремої». Бригада мала в своєму складі 12 підводних човнів: «Б-8», «Б-15», «Б-28», «Б-33», «Б-39», «Б-50», «Б-112», «Б-135», «Б-397», «Б-855» проекту 641, «С-73» проекту 640 та «С-310» проекту 690. Для забезпечення базування підводних човнів у Бєчєвінці була плавбаза «Камчатський Комсомолець». До закінчення будівництва житлових будинків, частина особового складу бригади розміщувалася у плавказармі.
У 1980-х роках бригаду було переозброєно на підводні човни проекту 877. До 1989 року всі підводні човни проекту 641 були передані до складу інших з'єднань.
У 1996 році підводні човни було перебазовано в Завойко, гарнізон розформований, населення вивезено.
Одночасно з селищем Бєчєвінка припинило існування селище ракетників Шипунське, що знаходилось на сопці з іншого берегу бухти.
Будинки й споруди військових містечок № 52 «Бєчєвінка» та № 61 «Шипунське» були списані з рахунків Міноборони постановою Уряду Російської Федерації від 24.06.1998 № 623 «Про порядок вивільнення нерухомого військового майна» та обігом Російського фонду федерального майна від 12.07.2000 № ФМ-24-2 / 5093.

## Соціальна сфера
У селищі було побудовано 8 житлових трьох-п'ятиповерхових будинків, котельню, пошту, хлібопекарню, крамницю, лазню, школу, дитячий садок. Школу-восьмирічку 1985 року було перетворено на середню школу-десятирічку. Школа переїхала в нову будівлю з великими класами та великим спортзалом.
Щотижня сюди приходив корабель, транспортно-пасажирське судно «Авача» або «Олонка», з Петропавловськ-Камчатського та привозив продукти, пошту та інші речі для функціювання селища. Іноді за терміновим викликом прилітав з міста вертоліт. Він же ж привозив у гарнізон високе начальство. Наземного сполучення з іншими поселеннями не було.